# Aurora FC
Aurora Fútbol Club – gwatemalski klub piłkarski z siedzibą w stołecznym mieście Gwatemala, w departamencie Gwatemala. Obecnie występuje na drugim szczeblu rozgrywek – Primera División de Guatemala. Domowe mecze rozgrywa na obiekcie Estadio del Ejército.

## Osiągnięcia

### Krajowe
- Liga Nacional de Guatemala

| zwycięstwo (8):      | 1964, 1966, 1968, 1975, 1978, 1984, 1986, 1993             |
| drugie miejsce (10): | 1969, 1970, 1971, 1971, 1973, 1974, 1987, 1989, 1995, 1997 |

- Copa de Guatemala

| zwycięstwo (4):     | 1958, 1968, 1969, 1984 |
| drugie miejsce (1): | 1998                   |

- Copa Campeón de Campeones

| zwycięstwo (2):     | 1968, 1986 |
| drugie miejsce (2): | 1958, 1967 |

### Międzynarodowe
- Puchar Zdobywców Pucharów CONCACAF

| zwycięstwo (0):     | –    |
| drugie miejsce (1): | 1994 |

- Copa Interclubes UNCAF

| zwycięstwo (2):     | 1976, 1979       |
| drugie miejsce (3): | 1972, 1975, 1983 |

## Historia
Klub założony został 14 kwietnia 1945 roku pod nazwą Aurora de la Guardia de Honor, skróconą w następnym roku do nazwy Aurora. W Liga Mayor klub zadebiutował w 1947 roku, a w 17 lat później zdobył pierwsze mistrzostwo Gwatemali. Mistrzostwo w 1984 roku Aurora zdobyła pod wodzą trenera Rubéna Amorína, a w 1986 roku po wodzą Jorge Roldána, który doprowadził także zespół Aurory do tytułu w sezonie 1992/93. W roku 2005 Aurora niespodziewanie spadła do drugiej ligi. Klub, który jest własnością armii gwatemalskiej, gra obecnie w drugiej lidze gwatemalskiej (Primera División de Guatemala).

### Piłkarze
- Washington Castagnero, pomocnik, lata 90.
- Edgar Estrada, bramkarz, lata 90.
- Julio Girón, pomocnik, lata 80. i 90.
- Roderico Méndez, napastnik, lata 80. i 90.
- Victor Hugo Monzón, obrońca, lata 80. i 90.
- Santiago Ostolaza, pomocnik, 1993
- Selvin Pennant, napastnik, 1974–1982
- Jorge Roldán, pomocnik/napastnik, 1958–1973, strzelec wszech czasów (111 goli)

### Trenerzy
- Ruben Amorín Mattos
- Jorge Roldán Popol
- Julio César Cortés